# Асен Караславов
Асен Димитров Караславов (роден на 8 юни 1980 г.) е бивш български футболист, защитник. По време на кариерата си играе за Ботев (Пловдив), Славия (София) и немския Гройтер Фюрт. Има 174 мача и 7 гола в А група. Между 2004 г. и 2008 г. изиграва 10 мача за националния отбор.

## Кариера
Започва кариерата си в юношеските формации на Асеновец. През 1994 преминава в Ботев Пловдив. През 1999 дебютира за мъжкия отбор на „канарчетата“. Дебютира на 20 май 2000 срещу Черноморец. На следващия сезон Караславов става титуляр в отбраната на Ботев и изиграва 22 мача. През 2001 подписва за 3 години със Славия. Асен става един от важните играчи на „белите“ и през 2004 дебютира за националния отбор на България. Изиграва над 100 мача за Славия. През 2006 е избран за капитан на отбора. На следващия сезон преминава във втородивизионния германски Гройтер Фюрт. Там защитникът се задържа 5 сезона, като през 2012 Фюрт печелят 2 Бундеслига и успяват да спечелят промоция за Първа Бундеслига. В шампионския за отбора сезон Караславов изиграва едва 10 срещи. От юни 2012 отново е футболист на Ботев.

## Статистика по сезони
- Ботев (Пд) – 2000/пр. - A група, 5 мача/0 гола
- Ботев (Пд) – 2000/01 – A група, 22/2
- Славия – 2001/02 – A група, 25/1
- Славия – 2002/03 – A група, 6/0
- Славия – 2003/04 – A група, 27/1
- Славия – 2004/05 – A група, 28/2
- Славия – 2005/06 – A група, 26/0
- Славия – 2006/07 – A група, 25/1
- Гройтер Фюрт – 2007/08 – 2 Бундеслига, 22/2
- Гройтер Фюрт – 2008/09 – 2 Бундеслига, 21/1
- Гройтер Фюрт – 2009/10 – 2 Бундеслига, 20/0
- Гройтер Фюрт – 2010/11 – 2 Бундеслига, 17/1
- Гройтер Фюрт – 2011/12 – 2 Бундеслига, 10/0
- Ботев (Пд) – 2012/13 – A група, 10/0